# Benthophilus macrocephalus
Benthophilus macrocephalus és una espècie de peix de la família dels gòbids i de l'ordre dels perciformes.

## Morfologia
Els mascles poden assolir els 11,6 cm de longitud total.

## Distribució geogràfica
Es troba a la mar Càspia i al delta del riu Volga.